# Paolo Cendon
Paolo Cendon (Venezia, 9 novembre 1940) è un giurista, scrittore e saggista italiano.
La rivoluzione antimanicomiale che avanzava, di cui già si occupavano i penalisti, dopo la cancellazione formale degli "ospedali per i matti", era destinata a influenzare anche discipline come la mia?
da "I diritti dei più fragili"»
Negli anni Settanta e Ottanta ha collaborato con il team di Franco Basaglia per la riforma della psichiatria, dei suoi istituti, del codice civile. Ha curato l'impianto giuridico necessario per la protezione dei malati di mente con l'apporto, fra gli psichiatri, di Franco Rotelli, Peppe Dell’Acqua, Mario Reali, Giovanna del Giudice, e, fra i giuristi, di Giovanna Visintini, Stefano Rodotà, Angelo Venchiarutti, Mauro Bussani.
Ha concettualizzato e promosso all'interno del sistema giuridico italiano l'istituto del danno esistenziale e la figura dell'amministratore di sostegno.
Le sue opere sono incentrate sui diritti dei soggetti deboli.
È Direttore della rivista on-line Persona e Danno e Presidente dell’Associazione Anziani Terzo Millennio.

## Biografia
Dopo aver conseguito nel 1958 la maturità classica presso il liceo "Marco Polo" di Venezia, si laurea nel 1963 a pieni voti cum laude in giurisprudenza presso l'Università di Pavia con una tesi dal titolo Gli effetti extraobbligatori del contratto di lavoro. Presso lo stesso ateneo, dal 1966, assume l'incarico di Assistente ordinario di diritto civile.
Nel 1971 viene assunto presso l'Università di Trieste prima come Professore incaricato, poi nel 1980 come Professore straordinario e quindi dal 1984 diviene Professore ordinario di Istituzioni di Diritto Privato alla facoltà di Economia dove ha inoltre rivestito il ruolo di Direttore dell’Istituto Giuridico fra il 1980 e il 2000.

## Proposte di modifiche legislative
Ha partecipato a diverse proposte per modifiche di legge del Codice Civile, fra le quali: 
- Infermi di mente e altri disabili in una proposta di riforma del codice civile, in Pol. dir., 1987, pp. 621–666, la legge sull’amministrazione di sostegno, n. 6 -  2004,  artt. 404-413 cod.civ. Approvata  il 23 dicembre 2003, ed entrata in vigore nel marzo 2004
- Rafforzamento dell'amministrazione di sostegno e abrogazione dell'interdizione e dell'inabilitazione, Bozza Cendon 2007, con R. Rossi.[2]

## Collaborazioni con riviste specializzate
Suoi articoli e saggi sono stati pubblicati da diverse riviste specializzate, come ad esempio Rivista critica del diritto privato, Nuova giurisprudenza civile commentata e Responsabilità civile e previdenza.
Ha diretto diverse collane

### Direzione di Collane didattiche
- Lo studio del diritto, Giuffré, Milano
- Università/Oggi, Giappichelli, Torino

### Direzione di Collane scientifiche e divulgative
- Il diritto privato oggi, Giuffrè, Milano
- Enciclopedia, Cedam, Padova
- Enciclopedia/Massime, Cedam, Padova
- Legislazione/Oggi, Giappichelli, Torino
- Giurisprudenza/Oggi, Giappichelli, Torino
- Università/Oggi, Giappichelli, Torino
- Il diritto privato nella giurisprudenza, Utet, Torino
- Il diritto civile nella giurisprudenza, Utet, Torino
- Diritto italiano, Cedam, Padova
- Giurisprudenza critica, Utet, Torino
- Fatto & Diritto, Giuffrè, Milano
- Trattati, Giuffrè, Milano
- Nuovo diritto nella giurisprudenza, Utet, Torino
- Sistemi Giuridici, Utet, Torino
- Sapere Diritto, Cedam, Padova
- Nuova enciclopedia, Cedam, Padova

## Attività di coordinamento scientifico
È coordinatore scientifico del Tavolo nazionale sui diritti delle persone fragili, istituito il 9 gennaio 2020, presso il  Ministero della giustizia ed è coordinatore dell'Associazione Nazionale Diritti in Movimento.
È curatore delle Linee Guida sull’Amministrazione di Sostegno.

## Annotazioni e commenti in campo giuridico
- Commentario al codice civile, 9 tomi, 1991, Utet, Torino; Appendice di aggiorn., 1995
- Codice civile annotato, 4 vol., 1995, Utet Torino; Agg. 1999: Agg. 2001
- Codice civile annotato con la giurisprudenza, in collab. con A.Baldassari, 2 vol., 2003, De Agostini, Milano
- Commentario al codice civile, 41 vol., 2008-2010, Giuffré, Milano
- Commentario al codice di procedura civile, 7 volumi,  2011, Giuffrè, Milano
- Trattario del Diritto civile, 20 volumi, 2012-2014, Giuffrè, Milano

## Opere

### Monografie
- Paolo Cendon, Il dolo nella responsabilità extracontrattuale, Torino, Giappichelli, 1976.
- Paolo Cendon, Proprietà riserva e occupazione, Napoli, Jovene, 1977.
- Paolo Cendon, Comunione fra coniugi e alienazioni immobiliari, Padova, Cedam, 1979, ISBN 88-13-16565-X.
- Paolo Cendon, Un altro diritto per il malato di mente. Esperienze e soggetti della trasformazione, Napoli, Edizioni Scientifiche Italiane, 1988.
- Paolo Cendon, Il prezzo della follia. Lesione della salute mentale e responsabilità civile, Bologna, Il Mulino, 1984, ISBN 88-15-00556-0.
- Paolo Cendon, I bambini e i loro diritti, Bologna, Il Mulino, 1991.
- Paolo Cendon, Il bambino e le cose. Diritti e doveri dei minori nella società dei consumi, Milano, Franco Angeli, 1993.
- Paolo Cendon, Infermità di mente e responsabilità civile, Padova, Cedam, 1993.
- Paolo Cendon, Parole all'indice, Milano, Giuffrè, 1994, ISBN 88-14-04633-6.
- Paolo Cendon, Colpa vostra se mi uccido. Il suicidio e la responsabilità, Padova, Marsilio, 1996, ISBN 88-317-6381-4.
- Paolo Cendon, Anime folli. Disagio psichico, danno, riparazione, Padova, Marsilio, 1997, ISBN 88-317-6663-5.
- Paolo Cendon, I malati terminali e i loro diritti, Milano, Giuffrè, 2003.
- Paolo Cendon, Enrico Pasquinelli, Persona e danno. 5 volumi, Milano, Giuffrè, 2004.
- Paolo Cendon, Il diritto delle relazioni affettive, Padova, Cedam, 2005.
- Paolo Cendon, Augusto Baldassari, Il danno alla persona. 3 volumi, Milano, Zanichelli, 2006.
- Paolo Cendon, Rita Rossi, L'amministrazione di sostegno, motivi ispiratori e applicazioni pratiche, Torino, Utet Giuridica, 2009.
- Paolo Cendon, Il risarcimento del danno non patrimoniale. Vol. I: Parte generale. Danno biologico - Danno morale - Danno esistenziale, Torino, Utet Giuridica, 2009.
- Paolo Cendon, Rita Rossi, Il danno esistenziale nell'attuale panorama giurisprudenziale, Milano, Key, 2014.
- Paolo Cendon, Giovanna Sebastio, Lei, lui e il danno. La responsabilità civile tra coniugi, Milano, Key, 2015, ISBN 88-6959-060-7.
- Paolo Cendon, Dov'è che si sta meglio che in famiglia?, Milano, Key, 2015.
- Paolo Cendon, Dieci storie di donne, Milano, Key, 2015.
- Paolo Cendon, I diritti dei più fragili. Storie per  curare e riparare i danni esistenziali, Milano, Rizzoli, 2018, ISBN 88-17-09964-3.
- Paolo Cendon, Rifiorire. Storie e pensieri sul diritto alla felicità, Corsiero editore, 2021, ISBN 8832116626.
- Paolo Cendon, Il mondo di Paolo Cendon, Santelli, 2022, ISBN 9788892929609.
- Paolo Cendon (a cura di), Pandemia e danni risarcibili. Covid-19 e responsabilità civile, collana Collana Fragilità, Reggio Emilia, Corsiero Editore, 2022, ISBN 979-12-80824-06-6.
- Paolo Cendon (a cura di), Il caso Gilardi, secondo la ricostruzione del Tribunale di Lecco, Key Editore, 2023, ISBN 978-88-27914-32-8.
- Paolo Cendon, Carol Comand, 20 anni di amministrazione di sostegno, Key Editore, 2024, ISBN 978-88-279-1492-2.

### Narrativa
- Paolo Cendon, L'orco in canonica. Una ragazza esce dal buio del passato, Padova, Marsilio, 2016.
- Paolo Cendon, Storia di Ina, Reggio Emilia, Aliberti, 2020, ISBN 9798564273985.
- Paolo Cendon, Ombre in cerca di ascolto, Reggio Emilia, Aliberti, 2024, ISBN 9788893237000.
- Paolo Cendon, Vivere la propria vita. 80 racconti sulla fragilità, Milano, Santelli, 2025, ISBN 9788892921962.